# Bivacco Bertoglio
Il bivacco Pietro Bertoglio è un bivacco situato nel comune di Pontechianale, in valle Varaita, nelle Alpi Cozie, a 2760 m s.l.m..

## Storia
Il rifugio è dedicato al primo presidente del Club Alpino Italiano sezione di Savigliano

## Caratteristiche
Si trova su di una balza rocciosa a ridosso del lago del Prete nel vallone delle Giargiatte.  L'acqua si può trovare nel laghetto sottostante.

## Accessi
L'accesso avviene partendo da Castello di Pontechianale  (1.608 m s.l.m.) in circa tre ore seguendo dapprima il sentiero per il rifugio Vallanta. Una volta raggiunte le Gias Fons (2.365 m s.l.m.) a destra per il sentiero che porta nel vallone delle Giargiatte fino al lago Bertin (2.701 m s.l.m.). Si prosegue a sinistra fino al rifugio.

## Ascensioni
- Rocce Meano (3060 m s.l.m.)
- Punta Dante (3166 m s.l.m.)
- Cima di Costarossa (3040 m s.l.m.)
- Punta Malta (2995 m s.l.m.)
- Punta Trento (2970 m s.l.m.)
- Costa Ale Lunghe (2883 m s.l.m.)

## Traversate
- Rifugio Quintino Sella al Monviso (2450 m s.l.m.) - 2.00 h
- Rifugio Vallanta (2640 m s.l.m.) - 2.30 h